# Hugo Zepeda
Hugo Zepeda Coll (Santiago, 2 de junio de 1936) es un abogado, teólogo, exsacerdote, profesor universitario y político chileno. Fue diputado de la República por dos periodos consecutivos desde 1961 a 1969, en representación del Partido Liberal (PL). También se ha destacado por su presencia en televisión.

## Biografía

### Primeros años
Es hijo de Hugo Zepeda Barrios y Ana Coll Juliá. Desde temprana edad manifestó un gran interés por las funciones políticas que desempeñaron su padre y su abuelo Gonzalo Zepeda Perry y simultáneamente por los misterios y sucesos del mundo religioso y teológico.

### Estudios
Realizó sus estudios primarios en la Escuela N° 1 de Coquimbo y los secundarios en el Liceo de Hombres de La Serena y en el Internado Nacional Barros Arana. Luego de finalizar la etapa escolar ingresó a la Universidad de Chile, donde estudió Derecho egresando en enero de 1959. Posteriormente se dedicó a la labor docente, desempeñándose como profesor de Historia y Geografía en el Liceo Co-educacional de Coquimbo y como profesor de Legislación Social en la Escuela Técnica Teresa Videla de González de La Serena.

### Vida laboral
Actualmente ejerce como profesor universitario en las asignaturas de Filosofía del Derecho y de Ética Económica y Financiera en la Universidad Finis Terrae, en la Universidad Andrés Bello, Profesor de Filosofía y Epistemología en la Universidad Mayor, en la Universidad San Sebastián, en la Universidad Central y en la Universidad Santo Tomás, entre otras. Es director de la Fundación Presidente Balmaceda.

## Vida política y social
Inició sus actividades políticas ocupando diversos cargos en la Juventud del Partido Liberal (PL) asumiendo como Consejero Nacional en representación de la provincia de Coquimbo desde 1955; de vicepresidente de la Juventud Liberal entre 1958-1959 y presidente del Grupo Universitario Liberal (GUL) entre 1956-1967. Asumió como director de la Federación de Estudiantes de Chile, asumiendo un rol destacado en los asuntos estudiantiles y en tema de política nacional.
En las elecciones parlamentarias de 1961 fue electo diputado por la Cuarta Agrupación Departamental correspondiente a La Serena, Coquimbo, Elqui, Ovalle, Combarbalá e Illapel, por el período 1961-1965, donde integró la Comisión Permanente de Educación Pública y fue diputado reemplazante en la Comisión Permanente de Hacienda. Fue además miembro de la Comisión Especial Investigadora de la Industria Vitivinícola entre 1962-1963 y de la Comisión Especial de Acusación constitucional entre 1962-1963.
Es reelecto diputado por la Cuarta Agrupación Departamental, para el período 1965-1969, integrando la Comisión Permanente de Minería y siendo miembro de la Comisión Especial Investigadora del Plan Camelot en 1965, de la Comisión Especial Investigadora de los sucesos ocurridos en el mineral El Salvador perteneciente de CODELCO entre 1965-1966 y de la Comisión Especial de Solicitudes Particulares en 1967. Además, ese mismo año fue miembro suplente del Comité Parlamentario Independiente (CPI).
Entre las mociones hechas ley, está la ley N.° 15.073, de 20 de diciembre de 1962, sobre el plan habitacional para la construcción de viviendas económicas; modificación del aumento de superficie del DFL N.°2, de 1950 y ley N.° 16.332, de 6 de octubre de 1965, sobre franquicias de internación de juego de porcelana inglesa durante el gobierno de Eduardo Frei Montalva.
En las elecciones parlamentarias de 2001, compite por llegar a la Cámara de Diputados, en presentación de la Alianza por Chile, por el distrito N.° 8,  correspondiente a las comunas de Coquimbo, Ovalle y Río Hurtado, obteniendo 10.385 votos, equivalentes al 10,82% del total de sufragios del distrito, no resultando electo.

## Vida religiosa y teológica
Finalizada su labor parlamentaria en 1969, ingresó el 17 de marzo de 1970 a la Orden de los Predicadores y realizó estudios de sacerdocio en la Facultad de Teología de la Universidad Católica de Chile y en la Universidad Pontificia de Santo Tomás de Aquino (conocida como Angelicum) en Roma, Italia, ordenándose sacerdote Dominico el 15 de agosto de 1974, realizando posteriormente importantes estudios en la ciudad de Buenos Aires.

### Actualidad
Actualmente no es sacerdote y está retirado de las labores políticas. Sin embargo, se desempeña como docente y teólogo. Su continua presencia en televisión, especialmente en el programa Buenos días a todos de TVN y Sin Dios ni late de Zona Latina, le ha brindado el cariño y respeto de la gente que lo apoda cariñosamente "El Profe Zepeda". También se desempeñó como panelista en el programa La hermandad que transmitió Chilevisión en 2017.
En 2015 publicó en conjunto con el periodista Juan Guillermo Prado el libro Cosas de la política: anecdotario político chileno, que trata sobre diversos sucesos y anécdotas de la historia política chilena.

## Historial electoral

### Elecciones parlamentarias de 2001
- Elecciones parlamentarias de 2001 a Diputados para el distrito 8 (Coquimbo, Ovalle y Río Hurtado)[5]